# 凃晋文
凃晋文（1940年10月—），男，汉族，江西黎川人，中国中医学家，湖北中医药大学主任医师，教授，博士生导师。第四届国医大师。